# Yasushi Matsumoto
Yasushi Matsumoto (松本 安司, Matsumoto Yasushi, Mie, 17 juni 1969) is een Japans voormalig voetballer die als middenvelder speelde.

## Clubcarrière
In 1985 ging Matsumoto naar de Yokkaichi Chuo Technical High School, waar hij in het schoolteam voetbalde. Nadat hij in 1988 afstudeerde, ging Matsumoto spelen voor Mitsubishi Motors, de voorloper van Urawa Red Diamonds. Matsumoto beëindigde zijn spelersloopbaan in 1993.

## Statistieken

### J.League
| Seizoen | Club       | Competitie | J.League | J.League | J.League Cup | J.League Cup | Totaal | Totaal |
| Seizoen | Club       | Competitie | Wed.     | Dlp.     | Wed.         | Dlp.         | Wed.   | Dlp.   |
| ------- | ---------- | ---------- | -------- | -------- | ------------ | ------------ | ------ | ------ |
| 1992    | Urawa Reds | J1 League  | -        | -        | 0            | 0            | 0      | 0      |
| 1993    | Urawa Reds | J1 League  | 6        | 1        | 3            | 0            | 9      | 1      |
| Totaal  | Totaal     | Totaal     | 6        | 1        | 3            | 0            | 9      | 1      |